# Taisei Kaneko
Taisei Kaneko (金子 大晟 Kaneko Taisei?), född 14 augusti 1998 i Kanagawa prefektur, är en japansk fotbollsspelare.
Kaneko började sin karriär 2017 i YSCC Yokohama.